# İbrahim Serdar Aydın
İbrahim Serdar Aydın (* 16. Juli 1996 in Istanbul) ist ein türkischer Fußballspieler.

## Karriere

### Verein
Aydın kam im Istanbuler Stadtteil Bakırköy auf die Welt. 2004 begann er in der Nachwuchsabteilung von Fenerbahçe Istanbul mit dem Vereinsfußball. Im Sommer 2013 unterschrieb er mit Fenerbahçe einen Profivertrag über drei Jahre und wurde in den Kader der Reservemannschaft des Vereins, in die A2-Mannschaft aufgenommen. In dieser Mannschaft setzte er sich auf Anhieb als Stammspieler durch. Nachdem die Profimannschaft Fenerbahçes gegen das Ende der Saison 2014/15 die türkische Meisterschaft bereits mehrere Wochen vor Saisonende für sich entschieden hatte, wurde Aydın zusammen mit anderen Nachwuchsspielern vom Cheftrainer Ersun Yanal in den Profikader aufgenommen. So gab Aydın in der Ligapartie vom am 13. April 2014 gegen Antalyaspor sein Profidebüt. Bis zum Saisonende absolvierte er ein weiteres Ligaspiele. Am Saisonende wurde er sowohl mit der A2-Mannschaft als auch mit der 1. Mannschaft Fenerbahçes Meister.
Zur Saison 2014/15 wurde Aydın für die Dauer einer Saison an  den Erstligisten Kardemir Karabükspor ausgeliehen.
In der Sommertransferperiode 2015 wurde er an Bursaspor abgegeben. Dieser Verein wiederum lieh ihn dann für die anstehende Saison an seinen Zweitverein Yeşil Bursa SK aus. Am Saisonende kehrte er zwar wieder zu Bursaspor zurück, wurde aber am letzten Tag der Sommertransferperiode 2016 erneut an Yeşil Bursa SK ausgeliehen.

### Nationalmannschaft
Aydın durchlief ab der türkischen U-15- bis zur U-19-Nationalmannschaft alle Jugendnationalmannschaften seines Landes.

## Erfolge
Mit Fenerbahçe Istanbul
- Türkischer Meister: 2013/14

Mit Fenerbahçe Istanbul A2
- Meister der A2 Ligi: 2013/14